# Municipalità regionale della contea di La Côte-de-Beaupré
La municipalità regionale di contea di La Côte-de-Beaupré è una municipalità regionale di contea del Canada, localizzata nella provincia del Québec, nella regione di Capitale-Nationale.
Il suo capoluogo è Château-Richer.

## Città principali
- Beaupré
- Château-Richer
- Sainte-Anne-de-Beaupré